# اسکات مک‌کین
 اسکات مک‌کین (انگلیسی: Scott McCain؛ زاده ۱۵ ژانویهٔ ۱۹۵۸) یک تنیس‌باز اهل ایالات متحده آمریکا است. 